# Gallium(I)-oxid
Gallium(I)-oxid ist eine anorganische chemische Verbindung des Galliums aus der Gruppe der Oxide.

## Gewinnung und Darstellung
Gallium(I)-oxid kann durch Reaktion von Gallium(III)-oxid im Vakuum mit erhitztem Gallium gewonnen werden.
{\displaystyle \mathrm {Ga_{2}O_{3}+4\ Ga\longrightarrow 3\ Ga_{2}O} }
Es kann auch durch Reaktion von Gallium mit Kohlendioxid bei niedrigem Druck und 850 °C gewonnen werden.
{\displaystyle \mathrm {2\ Ga+CO_{2}\longrightarrow Ga_{2}O+CO} }
Es entsteht auch bei der Herstellung von Galliumarsenid-Wafern durch Reaktion mit Siliziumdioxid aus Quarzunterlagen.
{\displaystyle \mathrm {4\ Ga+SiO_{2}\longrightarrow 2\ Ga_{2}O+Si} }

## Eigenschaften
Gallium(I)-oxid ist ein braunschwarzer diamagnetischer Feststoff, der an trockener Luft beständig ist. Im inerten Gasstrom von 1 bar erfolgt merkliche Verflüchtigung bei 660 °C. Im Hochvakuum erfolgt ab 500 °C Verflüchtigung und ab 700 °C Zerfall in Gallium(III)-oxid und Gallium.